# 韩国光复军总司令部旧址
29°33′21″N 106°34′46″E / 29.55583°N 106.57944°E

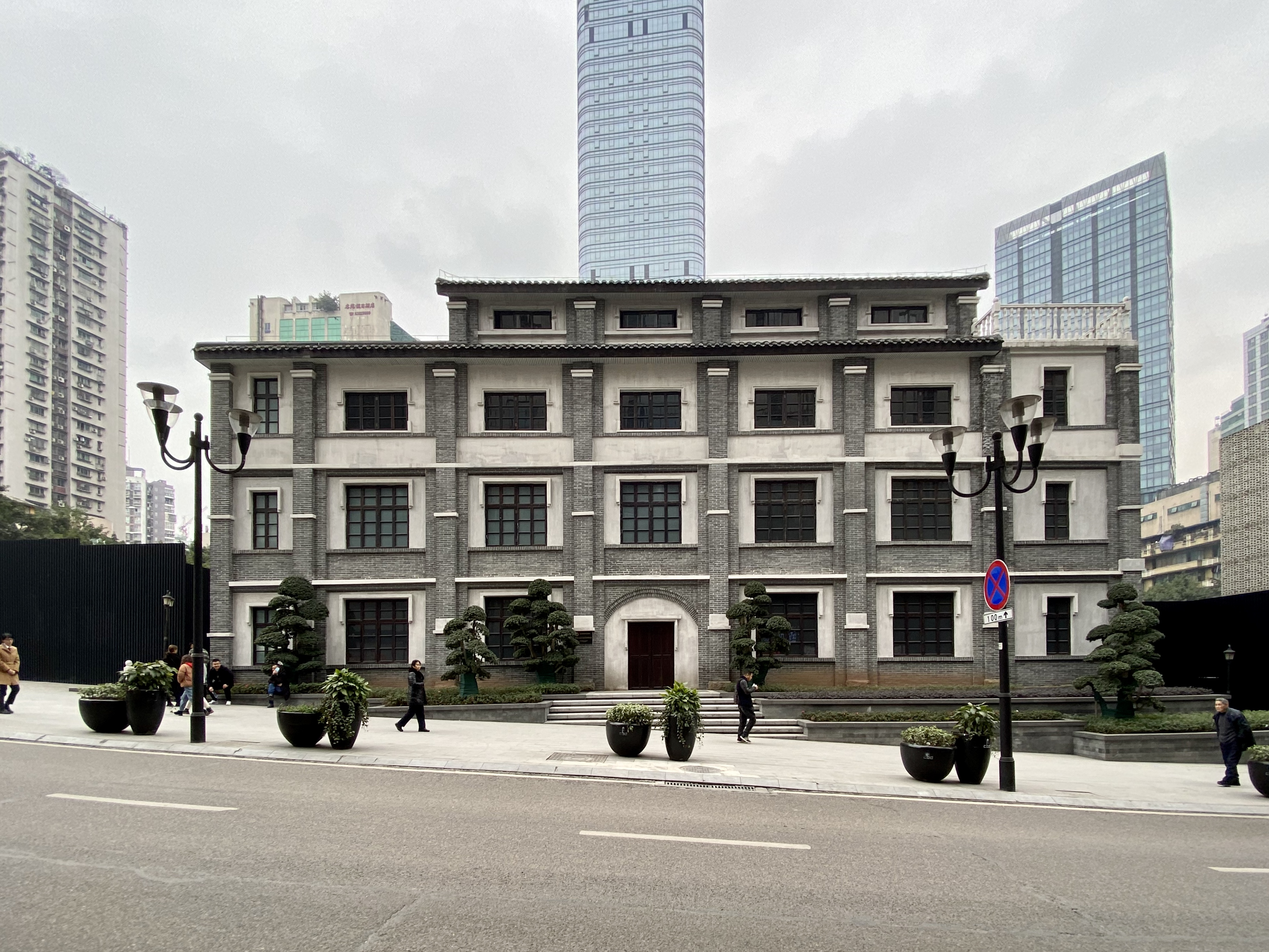
建筑全景

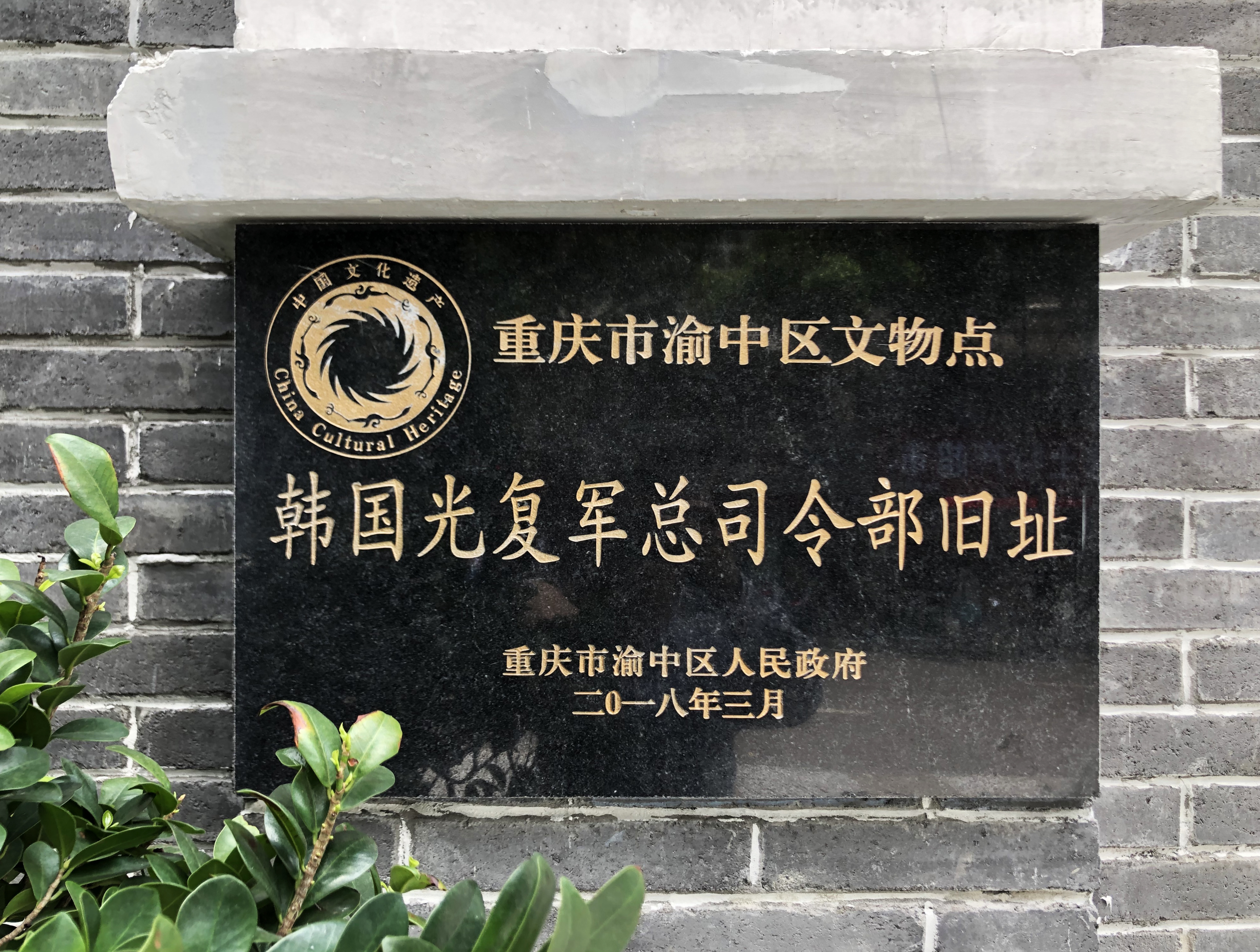

韩国光复军总司令部旧址位于重庆市渝中区邹容路37号。1940年9月17日，韩国光复军总司令部在重庆嘉陇宾馆成立。该建筑为重庆市渝中区文物点，于2019年3月30日完成旧址修复建设并开放。
2010年，该建筑被划入重庆市城区重建规划中，面临拆迁危机。随后韩国政府提出请求积极保存修复该遗址，中方同意并表示所需费用将由中方承担。2019年3月30日，韩国总理李洛渊访问重庆，为重庆韩国光复军总司令部旧址复建完工暨对外开放仪式剪彩。